# أزور وأسمر
أزور وأسمر فيلم رسوم متحركة للفرنسي ميشيل أسلوت صدر في عام 2006. وللمرة الأولى في مسيرته، فإن ميشيل أسلوت استخدم في فيلمه رسومات الحاسوب. الذي كان كفرصة له لطرح موضوع التسامح والاختلاف عن الآخر.

## تلخيص
في أوروبا في القرون الوسطى، جاءت المربية «جان» من الجانب الآخر من البحر، وربت ابنها أسمر، ذو العيون السوداء المظلمة، وربت وأرضعت بنفس الوقت ابن سيدها أزور وهو طفل صغير أشقر بعيون زرقاء. وعندما وصل أزور إلى سن أكبر، أرسله والده إلى المدينة ليتعلم، وليعيش جنبا إلى جنب مع العلم.
وبعد عشر سنوات يقرر أزور أن يذهب إلى البلاد التي على الجانب الآخر من البحر، مثل شقيقه بالرضاعة، وأيضا لكي يتزوج من «الجن الخرافية».
وهذه بداية القصة.

## روابط خارجية
- أزور وأسمر على موقع IMDb (الإنجليزية)
- أزور وأسمر على موقع روتن توميتوز (الإنجليزية)
- أزور وأسمر على موقع ألو سيني (الفرنسية)
- أزور وأسمر على موقع Turner Classic Movies (الإنجليزية)
- أزور وأسمر على موقع أول موفي (الإنجليزية)
- أزور وأسمر على موقع فيلمافينيتي (الإسبانية)
- أزور وأسمر على موقع قاعدة بيانات الأفلام السويدية (السويدية)
- أزور وأسمر على موقع قاعدة بيانات الفيلم (الإنجليزية)
- أزور وأسمر على موقع ليتربوكسد (الإنجليزية)
- أزور وأسمر على موقع كينوبويسك (الروسية)